# 리오의 사나이
리오의 사나이(프랑스어: L'Homme de Rio)는 필리프 드 브로카가 감독하고 장폴 벨몽도와 프랑수아즈 도를레아크가 출연한 1964년의 영화이다. 이 영화는 유나이티드 아티스츠 사의 프랑스 자회사 'Les Productions Artistes Associés' 제작의 첫 번째 영화이다. 영화는 흥행에 성공하여 프랑스에서만 총 4,800,626 명의 관람객이 입장, 당해 5번째로 높은 입장 수입을 벌어들였다.
진행이 빠른 007 스타일의 영화로, 리우데자네이루, 오스카르 니에마이에르의 초기 브라질리아, 파리의 현지 경관을 배경으로 하였다. 이 영화는 제37회 아카데미상 수상식에서 아카데미 각본상을 수상하였다.

## 줄거리
항공병인 아드리앙은 파리에서의 8일간의 휴가 동안 약혼자 아녜즈를 찾는데, 그때 2명의 남미 인디언이 박물관에서 아마존의 작은 조각품을 훔쳐 내고 큐레이터인 카탈랑 교수를 차로 납치한다. 카탈랑은 그녀의 아버지가 사망한 아마존 탐험 당시 아녜즈의 아버지의 동료였다. 카탈랑은 작은 조각품이 아마존의 보물의 비밀을 지니고 있는 셋 중 하나라 믿고 있었다. 아드리앙은 마침 인디안들이 또 다른 조각품의 위치를 알고 있는 아녜즈를 납치하는 것을 목격하고, 공항까지 추격하여 비행기표를 훔쳐 같은 비행기에 탑승한다.
아드리앙은 조종사에 그의 약혼자가 납치되었음을 알리지만 아녜즈는 약물 주사를 맞고 그를 알아보지 못한다. 조종사는 비행기가 리우데자네이루에 도착하면 경찰이 아드리앙을 체포하게 하지만, 아드리앙은 도착하자 경찰로부터 벗어난다. 구두닦이 윈스턴의 도움으로 아드리앙은 아그네스를 구출하고, 첫 번째 조각을 되찾아오는 데 성공하지만, 인디언이 다시 훔쳐 간다.
윈스턴의 자동차로 아녜즈와 아드리앙은 세 번째 조각을 소유한 사업가를 찾아 브라질리아로 향하는데 …

## 출연

### 주연
- 장폴 벨몽도 - 아드리앙 뒤푸르케 일병 역
- 프랑수아즈 도를레아크 - 아녜즈 비예르모자 역
- 장 세르베 - 노르베르 카탈랑 교수 역

### 조연
- 아돌포 첼리 - 마리우 데 카스트루 역 (조르주 아미넬 목소리로 후시 녹음)
- 로제 뒤마 - 르벨 (아드리앙의 전우) 역